# Günter Nooke

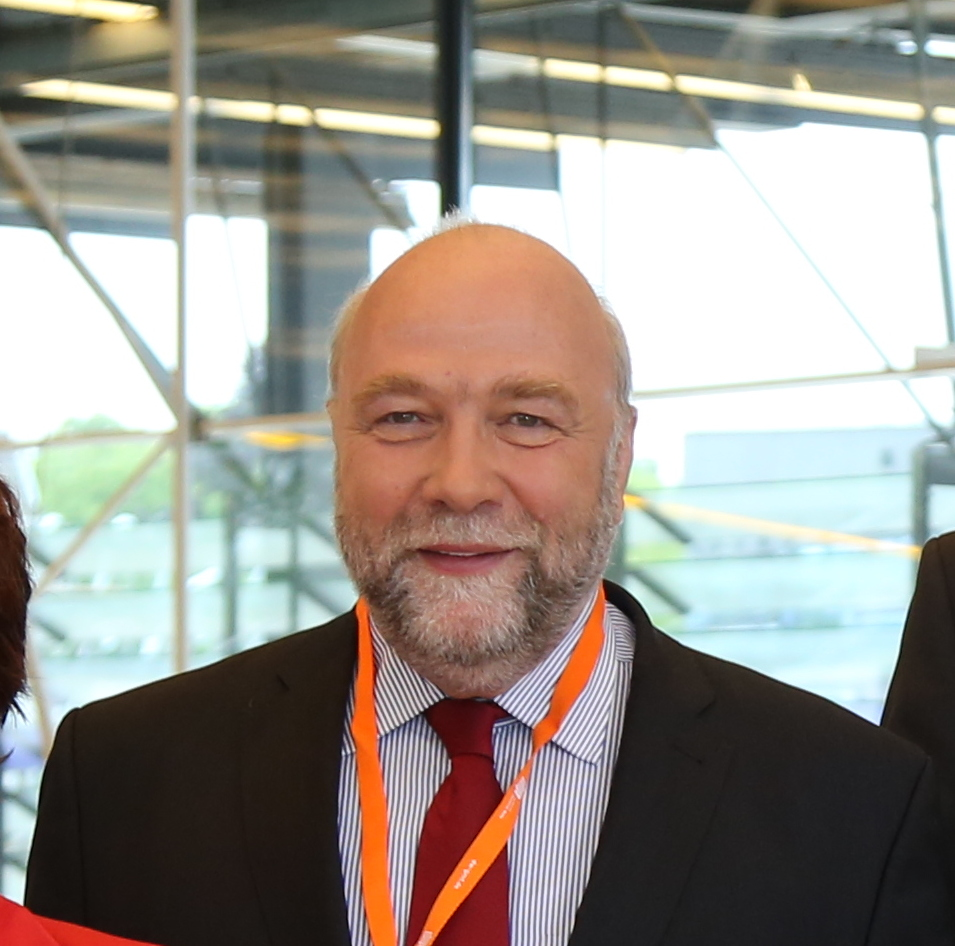
Günter Nooke (2015)

Günter Nooke (* 21. Januar 1959 in Forst (Lausitz)) ist ein deutscher Politiker (Bündnis 90, CDU) und ehemaliger DDR-Bürgerrechtler. Er war von 2010 bis 2021 Persönlicher Afrikabeauftragter der Bundeskanzlerin und von 2014 bis 2021 zudem Afrikabeauftragter des Bundesministeriums für wirtschaftliche Zusammenarbeit und Entwicklung. Davor war er von 2006 bis 2010 Beauftragter für Menschenrechtspolitik und humanitäre Hilfe der Bundesregierung. Nooke war von 1998 bis 2005 Mitglied des Deutschen Bundestages und zuvor von 1990 bis 1994 Mitglied des Landtages Brandenburg.

## Leben und Beruf
Nooke absolvierte von 1975 bis 1978 eine Berufsausbildung mit Abitur zum Baufacharbeiter und leistete anschließend den Wehrdienst bei der NVA ab. Danach begann er 1980 ein Studium der Physik an der Universität Leipzig, welches er 1985 als Diplom-Physiker beendete. Er war dann als wissenschaftlicher Mitarbeiter und zuletzt als Fachgebietsleiter bei der Arbeitshygieneinspektion des Bezirks Cottbus tätig. 1990 beendete er ein postgraduales Studium als Fachphysiker der Medizin.
1995 war er für das Expo-2000-Generalkommissariat in Hannover und anschließend bis 1998 als Leiter der Abteilung Controlling in der Geschäftsstelle des Steuerungs- und Budgetausschusses für die Braunkohlesanierung tätig.
Aktuell arbeitet Nooke als Director International Affairs bei Worldwide Hospitals (WWH), einem global tätigen Gesundheitsunternehmen, das flexible Lösungen anbietet, um Lücken in der medizinischen Infrastruktur zu schließen.
Günter Nooke ist verheiratet mit Maria Nooke, geb. Herche, und hat drei Kinder.

## Partei

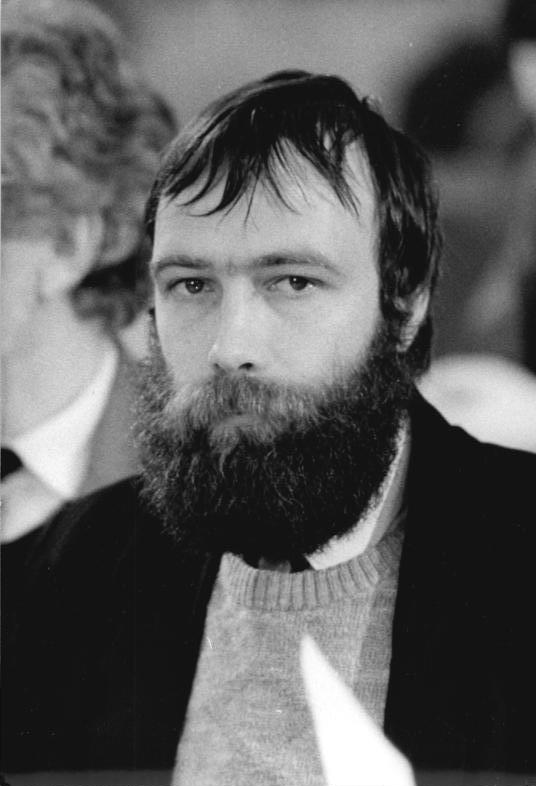
Günter Nooke (1990)

Nachdem sich Nooke schon 1987 einer kirchlichen Oppositionsgruppe in der DDR angeschlossen hatte, gehörte er im Herbst 1989 zu den Mitbegründern und zum Vorstand des Demokratischen Aufbruchs (DA). Er gehörte in dieser Zeit auch dem Zentralen Runden Tisch in der DDR an. Wegen Differenzen über die weitere politische Ausrichtung trat Nooke im Januar 1990 aus dem DA aus und schloss sich der Bürgerbewegung Demokratie Jetzt an, für die er auch für die Volkskammerwahl 1990 kandidierte.
Nachdem sich Demokratie Jetzt 1991 mit dem Neuen Forum und der Initiative Frieden und Menschenrechte zum Bündnis 90 zusammenschloss, war Nooke bis 1993 Mitglied im Geschäftsführenden Ausschuss des Bündnis-90-Landesverbandes Brandenburg. Als entschiedener Gegner der Parteienvereinigung zu Bündnis 90/Die Grünen trat er im Mai 1993 aus dem Bündnis 90 aus und begründete unter anderem zusammen mit Matthias Platzeck die politische Vereinigung BürgerBündnis.

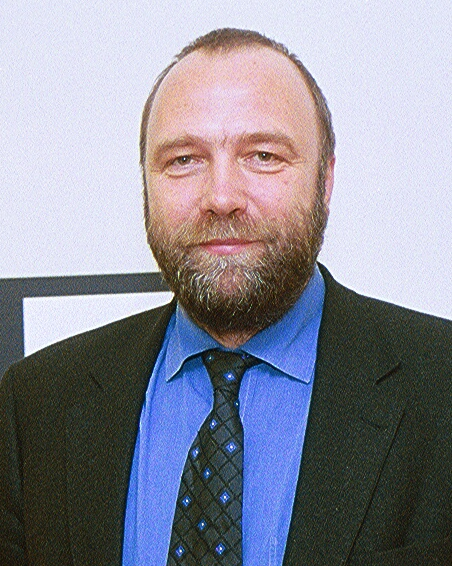
Günter Nooke (2002)

Gemeinsam mit anderen bekannten Bürgerrechtlern trat Günter Nooke am 17. Dezember 1996 in die CDU ein. Er wirkte am Grundsatzprogramm des Brandenburger Landesverbandes mit. 2000 plädierte Nooke in einem Thesenpapier für den Berliner CDU-Landesverband für einen gelasseneren Umgang mit der SED-Nachfolgepartei PDS. Im Bundestagswahlkampf 2002 war er Spitzenkandidat der Berliner Landesliste. Sein Eintreten für eine Erneuerung des Berliner Landesverbandes im Rahmen des „Gesprächskreises Hauptstadtunion“, der sich selbst vornehmlich als Brücke in den vorpolitischen Raum verstand, führte ab 2002 zu innerparteilichen Spannungen, in deren Folge er auch sein Amt als Vorsitzender der Berliner CDU-Landesgruppe im Bundestag verlor.
Seit November 2018 ist Nooke Ländervorsitzender des Evangelischen Arbeitskreises (EAK) der CDU in Berlin und Brandenburg. In dieser Funktion lud er im Juni 2019 zu der Veranstaltungsreihe Christlicher Kulturschoppen ein, womit er eine frühere Gesprächsreihe fortsetzte. Nach coronabedingter Pause hat Nooke den Kulturschoppen 2023 reaktiviert und zu einer Reihe von Gesprächsterminen eingeladen. Er war von 2007 bis 2009 stellvertretender Vorsitzender der CDU Pankow und von 2005 bis 2009 Vorsitzender des CDU-Ortsverbandes Prenzlauer Allee.
Nooke gehört dem CDU-Bundesfachausschuss Entwicklungszusammenarbeit und Menschenrechte an.

## Abgeordneter
Von März bis Oktober 1990 gehörte Nooke für Demokratie jetzt über die Liste des Bündnis 90 der ersten frei gewählten Volkskammer der DDR an. Hier war er Mitglied des Wirtschaftsausschusses und gehörte von Juli bis Oktober auch dem Verwaltungsrat der Treuhandanstalt an.
Von 1990 bis 1994 war Nooke Mitglied des Landtages von Brandenburg. In dieser Zeit war er auch Vorsitzender der Fraktion Bündnis 90, das in der Ampelkoalition die Minister Matthias Platzeck, Marianne Birthler (bis 1992) und Roland Resch (ab 1992) stellte. Nach der Vereinigung von Bündnis 90 mit den Grünen und der Abspaltung der Vereinigungsgegner (darunter auch Nooke und Platzeck) als BürgerBündnis freier Wähler, beteiligten sich beide Gruppen weiter an der Regierung. Nachdem Nooke im Frühjahr 1994 die Glaubwürdigkeit von Aussagen des Ministerpräsidenten Manfred Stolpe im Untersuchungsausschuss zu dessen früheren Kontakten zum Ministerium für Staatssicherheit öffentlich in Frage stellte, kündigte die SPD am 22. März 1994 die Koalition auf.
Von 1998 bis 2005 war er Mitglied des Deutschen Bundestages. Hier war er von Februar 2000 bis Oktober 2002 Stellvertretender Vorsitzender der CDU/CSU-Bundestagsfraktion und daneben auch Vorsitzender der Fraktionsarbeitsgruppe Angelegenheiten der Neuen Länder. Von Oktober 2002 bis Oktober 2005 war er Vorsitzender der Arbeitsgruppe Kultur und Medien und damit auch kultur- und medienpolitischer Sprecher der CDU/CSU-Bundestagsfraktion. Er war außerdem Sprecher der CDU/CSU-Fraktion in der Enquête-Kommission Kultur in Deutschland.
Nooke ist stets über die Landesliste Berlin in den Bundestag eingezogen.
Bei der Bundestagswahl 2005 kandidierte Nooke erneut im Wahlkreis Berlin-Pankow. Auf der Wahlkreisvertreterversammlung am 21. Juni 2005 setzte sich Nooke gegen seinen Herausforderer, den Vizepräsidenten des Abgeordnetenhauses, Christoph Stölzl, mit 83 Prozent der Stimmen durch. Obwohl er für die Bundestagswahl 2002 noch Spitzenkandidat der Berliner CDU war, erhielt er 2005 keinen Platz auf der Landesliste. Da er in seinem Wahlkreis nur 15,3 % der Erststimmen erhielt, schied er nach der Bundestagswahl aus dem Bundestag aus.

## Öffentliche Ämter
Nachdem er zunächst als Kulturstaatsminister im Gespräch war, wurde er am 8. März 2006 zum Beauftragten der Bundesregierung für Menschenrechtspolitik und Humanitäre Hilfe ernannt. Da in der neuen Koalition die FDP dieses Amt beanspruchte, wurde Nooke am 31. März 2010 zum Persönlichen Afrikabeauftragten der Bundeskanzlerin berufen. Ab 2014 war er zudem Afrikabeauftragter des Bundesministeriums für wirtschaftliche Zusammenarbeit und Entwicklung. Aus beiden Ämtern schied er im Dezember 2021 aufgrund der Bildung des Kabinetts Scholz aus.

## Politisches
Als Kulturpolitiker auf Bundesebene wirkte er vornehmlich mit dem Schwerpunkt Erinnerungskultur.
Auf Nookes Initiative vom Mai 1998 geht der geplante Bau eines Freiheits- und Einheitsdenkmals zurück. Als Berichterstatter der Unionsfraktion für Erinnerungskultur in Deutschland zeichnete er federführend für den Antrag „Förderung von Gedenkstätten zur Diktaturgeschichte in Deutschland – Gesamtkonzept für ein würdiges Gedenken aller Opfer der beiden deutschen Diktaturen“ verantwortlich, der 2004 eine öffentliche Kontroverse auslöste. Die Anhörung fand am 16. Februar 2005 im Bundestagsausschuss für Kultur und Medien statt und zeigte im Ergebnis einen entsprechenden Handlungsbedarf auf. Als Vorsitzender der Arbeitsgruppe der CDU/CSU für die Enquete-Kommission „Kultur in Deutschland“ bezog er Positionen zu grundlegenden Veränderungen der Rahmenbedingungen des Kulturbetriebs in Deutschland.
Nooke war 1996 Gründungsmitglied des Bürgerbüros zur Aufarbeitung von Folgeschäden der SED-Diktatur.
Im Oktober 2018 geriet Nooke in die Kritik, nachdem er in einem Interview über die begrenzte Pacht territorialer Hoheit zur Ansiedlung von Migranten spekuliert und gesagt hatte, „Experten, auch Afrikaner, sagen: Der Kalte Krieg hat Afrika mehr geschadet als die Kolonialzeit.“ Der Kolonialismus habe dazu beigetragen, Afrika aus archaischen Strukturen zu lösen. Kritiker aus den Parteien SPD, FDP, Die Linke und Bündnis 90/Die Grünen sahen darin Geschichtsrevisionismus und Rassismus; Unionspolitiker verteidigten ihn mit dem Argument, dass die Kolonialzeit lange zurückläge. Dennoch führten afrikanische Regierungen „den Kolonialismus als Entschuldigung an, um vom eigenen Versagen abzulenken“. Das sei Nookes Punkt. Dieser entgegnete der Kritik, es liege ihm fern „in irgendeiner Weise die Verbrechen der Kolonialzeit zu relativieren“. Der Vergleich stamme von dem britisch-sudanesischen Unternehmer Mo Ibrahim («I think the Cold War was worse for Africa than colonialism»).
Nach einer parlamentarischen Anfrage erklärte das Bundesministerium für wirtschaftliche Zusammenarbeit und Entwicklung, ein Vergleich von Kolonialzeit und Kaltem Krieg sei unangemessen. Im November 2018 beschwerte sich eine Gruppe namhafter deutscher Afrikanisten in einem Offenen Brief bei Bundeskanzlerin Merkel über Nooke und dessen Afrikabild, weil er „koloniale Stereotypen“ mit „rassistischen Untertönen“ verbreite. Nooke habe nicht nur die Nachfahren von Opfern kolonialer Gewalt „verhöhnt“, sondern auch „eine Perspektive eingenommen, die populistischen und rassistischen Positionen entgegenkommt“. Wegen seiner „kolonialrevisionistischen Äußerungen“ forderten sie die Entlassung von Nooke. Auch Politiker der Opposition, der FDP und der Grünen plädierten dafür.
Im August 2019 geriet Nooke abermals in die Kritik, nachdem der Fleischindustrielle Clemens Tönnies sich als Festredner beim regionalen Tag des Handwerks Paderborn in Paderborn gegen den Fleischkonsum reduzierende Steuererhöhungen als Mittel gegen den Klimawandel geäußert hatte. Besser wäre es, jährlich zwanzig Kraftwerke in Afrika zu bauen, damit „die Afrikaner aufhören, Bäume zu fällen, und sie hören auf, wenn’s dunkel ist, Kinder zu produzieren“. Nooke solidarisierte sich: „Die von Tönnies angesprochenen Probleme wie das Verschwinden des Regenwalds und das Bevölkerungswachstum auf dem afrikanischen Kontinent sind real und darüber muss gesprochen und gegebenenfalls kontrovers diskutiert werden.“ Nach diesen Äußerungen trat der bis 2017 amtierende Bundestagsabgeordnete Charles Huber aus der CDU aus und warf Nooke vor, „rassistisch motivierte Kommunikation“ zu relativieren. „Flankenschutz für eine rassistische Äußerung ist inakzeptabel“, damit habe Nooke die Aussagen von Tönnies „gezielt unterstützt“. In seinem Amt habe Nooke Deutschland und afrikanische Länder einander nicht näher gebracht; seine sich wiederholenden und im Tenor ähnlichen Aussagen zeichneten das Bild eines Manns, der sich nicht durch Kompetenz einen Namen gemacht habe, stattdessen habe er seine Position als Afrikabeauftragter häufig dafür benutzt, den Kontinent, seine Bewohner, die Diaspora und Menschen afrikanischer Abstammung „in vereinfachter Art und Weise demütigend darzustellen“.

## Ehrenämter
- Kuratoriumsmitglied der Stiftung Denkmal für die ermordeten Juden Europas, Berlin (1998–2005)
- Kuratoriumsmitglied der Stiftung für Ökologie und Demokratie.[29], Bonn/Rülsheim
- Kuratoriumsmitglied des Deutschen Instituts für Menschenrechte (seit 2006)
- Mitglied des Rundfunkrates der Deutschen Welle, Bonn/Berlin (2003–2014)[30]
- Kuratoriumsmitglied von World Vision Deutschland (seit Januar 2010)[31]
- Kuratoriumsmitglied der Deutschen Gesellschaft (Stellvertretender Sprecher)
- Kuratoriumsmitglied bei AMREF Deutschland e. V.[32]
- Kuratoriumsmitglied des Deutsch-Aserbaidschanischen Forums

## Veröffentlichungen
- Innovation Stadt, in: Neue Justiz, Heft 10/2019, S. III.
- Afrika ist Europas Schicksal. Gastbeitrag in: Rheinische Post, 14. Juli 2019 (Online), 15. Juli 2019 (Print).
- Migrantenstädte statt Flüchtlingslager. Gastessay in: Weltwoche, 13. Februar 2019; English translation.
- Afrika-Politik mit gesundem Egoismus. Gastbeitrag in: Rheinische Post, 2. Februar 2018.
- Who is promoting the stability of the human rights pillar? Lessons from our own experience of dictatorship. In: European View 9, Springer, 2010, S. 111–114.
- Sicherheitspolitik in Neuen Dimensionen: Das Konzept universal geltender Menschenrechte und seine Umsetzung. Chancen und Herausforderungen. In: Bundesakademie für Sicherheitspolitik, Ergänzungsband 2, Verlag E.S. Mittler & Sohn, Hamburg-Berlin-Bonn 2009. S. 443–463.
- Günter Nooke, Georg Lohmann und Gerhard Wahlers (Hrsg.): Gelten Menschenrechte universal? Begründungen und Infragestellungen. Herder, Freiburg/Basel/Wien 2008, ISBN 978-3-451-29975-9.
- Neue Akzente in der Menschenrechtspolitik. In: Die Politische Meinung Nr. 453, Osnabrück 8/2007, S. 8–12.
- Wie ich den Mauerfall erlebte. In: Civis mit Sonde Nr. 3/4, Bensheim 2007, S. 13–14.
- Ein Denkmal für die Einheit in Freiheit? Formen der Auseinandersetzung mit der DDR. In: Peter März und Hans-Joachim Veen (Hrsg.): Woran erinnern? Der Kommunismus in der deutschen Erinnerungskultur. Köln 2006, S. 111–122.
- Erinnerungskultur als nationales Gedächtnistraining In: Jörg-Dieter Gauger, Günther Rüther (Hrsg.), Kunst und Kultur verpflichtet. Beiträge zur aktuellen Diskussion, Bornheim 2006, S. 275–278.
- Über Gedenken sachlich diskutieren. In: Norbert Lammert (Vorwort) u. a.: Erinnerungskultur. – PDF (321 kB), 2005, ISBN 3-937731-45-8, S. 57–64
- Auch in der Diktatur ist der Alltag menschlich. Ob DDR, ob Nazi-Reich: Im Rückblick verklären die Menschen das normale unpolitische Leben. In: Tagesspiegel. 15. September 2003 (archive.org).
- Die friedliche Revolution in der DDR 1989/90. In: Manfred Agethen u. a. (Hrsg.): Oppositions- und Freiheitsbewegungen im früheren Ostblock. 2003, ISBN 3-451-20193-3, S. 182–202
- Wir trauten uns nicht, die auf der Straße liegende Macht aufzuheben. In: Eckhard Jesse (Hrsg.): Eine Revolution und ihre Folgen. 14 Bürgerrechtler ziehen Bilanz. Berlin 2000, ISBN 3-86153-223-9, S. 92–109
- Christliches Handeln im Osten Deutschlands – gestern und heute. In: Die Politische Meinung, 45. 371, 2000, S. 50–56
- Die Welt als Welle und Vorstellung, Beitrag zur Entdeckung der Quantentheorie vor 100 Jahren. In: Süddeutsche Zeitung, 2000
- Freiheit heißt das erste Menschenrecht. In: Thomas Brose (Hrsg.), Gewagte Freiheit, Leipzig 1999, S. 207–214.
- Vom Ende der DDR-Wirtschaft zum Neubeginn in den ostdeutschen Bundesländern mit: Hans-Hermann Hertle, Martin Junkernheinrich, Willy Koch. Herausgegeben von der Niedersächsischen Landeszentrale für politische Bildung, Hannover, 1998.
- Beweggründe für einen Übertritt. Der Weg der ostdeutschen Bürgerrechtler in die CDU. In: Civis mit Sonde, Heft 1/1997, S. 39–43
- Rainer Eppelmann, Horst Möller, Günter Nooke (Hrsg.): Lexikon des DDR-Sozialismus. Paderborn, 1996, ISBN 3-506-79329-2 und ISBN 3-8252-1983-6 (Taschenbuch).
- Die politische Bedeutung des Falls Stolpe. In: Tobias Hollitzer (Hrsg.): Einblick in das Herrschaftswissen einer Diktatur – Chance oder Flucht? Plädoyer gegen die öffentliche Verdrängung. Opladen 1996, ISBN 3-531-12792-6, S. 120–131
- Aufklärung und Verklärung. In: Christian Striefelder/Wolfgang Templin (Hrsg.): Die Wiederkehr des Sozialismus. Die andere Seite der Wiedervereinigung. Berlin, 1996, ISBN 3-550-07075-6, S. 67–93

## Ehrungen
- Bundesverdienstkreuz 1. Klasse (8. Oktober 1995)
- Nationalpreis (2008, gemeinsam mit den anderen Initiatoren des Freiheits- und Einheitsdenkmals auf der Berliner Schloßfreiheit)